# Абу Юсуф Якуб аль-Мансур
Абу́ Юсу́ф Якуб (1160 — 23 січня 1199 — 3-й халіф держави Альмохадів (1184—1199). Видатний військовик та меценат. Переможець битви при Аларкосі (1195). Прізвисько — аль-Мансу́р (араб. المنصور, Переможець).

## Ім'я
- Абу Юсуф Якуб (араб. ابو يوسف يعقوب, Abū Yūsuf Yaʿqūb)
- Абу Юсуф Якуб аль-Мансур (араб. ابو يوسف يعقوب المنصور, Abū Yūsuf Yaʿqūb al-Manṣūr) — з прізвиськом.
- Абу Юсуф Якуб ібн Юсуф аль-Мансур (араб. أبو يوسف يعقوب بن يوسف المنصور, Abū Yūsuf Yaʿqūb ibn Yūsuf al-Manṣūr) — з патронімом.
- Якуб І Алмансор (порт. Iacube I Almançor) — у португальських джерелах[4].
- Алмансор (порт. Almançor) — у португальських джерелах[4].

## Біографія
Походив з династії Альмохадів. Син халіфа Абу Якуб Юсуфа та Марракіш, з впливового берберського роду. Здобув гарну освіту, особливо в галузі ісламського права, знання Корану. Мав хист до різних наук, філософії, полюбляв вести бесіди з факіхами.
Брав участь у поході 1184 року проти Сантарена. Після загибелі батька, Абу Юсуф Якуб прибув до Севільї, де його 10 серпня оголошено новим халіфом. Став готуватися до великого походу проти Португалії та Кастилії. Втім його планам завадило потужне повстання Альморавідів в Алжирі, яке спонукав Алі ібн Ісхак з династії Ганідів, еміра Балеарських островів. Альмохадами було втрачено важливе місто Беджайя. На бік Альморавідів перейшло плем'я бану-хаммад. Повсталі захопили Алжир, Калу, Ашир, Міліану. Вже 1185 року Абу Юсуф Якуб рішучі атакував ворога, віднявши усі захоплені міста, змусивши Алі ібн Ісхака відступити до міста Бад ель-Хава. Потім відступив до Іфрикії, перетягнув на свій бік Туніс, Кайруан та Триполітанію. Алі звернувся до Ахмад ан-Насір Лідініллаха, багдадського халіфа, де визнав його зверхність.
У 1186 році війська Альмохадів воювали проти повсталих племен східного Алжиру, які змушені були визнати владу Абу Юсуф Якуба. Слідом за цим він рушив проти повсталих Кайруана і Туніса, які 24 червня 1187 року завдали поразки військам Альмохадів, але вже 14 жовтня Абу Юсуф Якуб завдав рішучої поразки військам Ганідів та їх союзникам. Після цього бербери Туніса і Триполі вимушені були підкоритися. Втім боротьба з Ганідами тривала. У 1188 році флот Альмохадів завдав поразки Ях'ї ібн Ісхаку Ганіду, захопивши острови Ібіцу, Форментеру і Менорку. Ганіди зберегли лише острів Майорку. В цей час встановив союзницькі відносини з Салах-ад-Діном, султаном Єгипту і Сирії, стосовно спільних дій проти християн.
У 1189 році володіння Альмохадів на Піренеях зазнали нападу з боку королів Кастилії та Португалії. Кастильці зуміли захопити міста Магасуела, Баньйос, Каласпарра, Алькала-де-Гвадаїра, Альхарафе, португальці — Санчо I, король Португалії, який захопив міста сівеш, Веру та Бежу.
У 1190 рушив проти португальців, взявши в облогу замок тамплієрів Томар, але не домігся успіху. Після цього повернувся до Африки. В цей час Ганіди зуміли відібрати в Альмохадів Триполітанію. Їх підтримали беребери з племен бану-сулайм та бану-хаттаб. В результаті супротивники Абу Юсуф Якуба захопили область Феццан. Невдовзі Альмохади втратили Кайруан і Габес (північні райони Іфрикії).
1191 року зумів захопити Падерне, Алкасер-ду-Сал, Пальмела, Алмада, Мура та Сілвеш, область Альбуфейра, захопивши близько 3 тис. християнських бранців. 1193 року Абу Юсуф Якуб знову перетнув Гібралтарську протоку й рушив проти португальців, завдавши їм значної поразки. Захоплених християн продав на африканських ринках. Повернувся до Марракеша.
У 1195 році Альфонсо VIII, король Кастилії, зібрав велике військо, з яким рушив проти мусульманських володінь на півострові. Завдяки вправній дипломатії Абу Юсуф Якуб зумів запобігти приєднанню до кастильців війська Альфонсо IX, короля Леону. Останній рушив на допомогу Альмохадам. Сам халіф зібрав значне військо, швидко рушив проти Кастилії. 18 липня того ж року у битві при Аларкосі завдав християнам нищівної поразки. Після цієї звитяги прийняв почесне звання аль-Мансур бі-ллах («Переможець за благодаттю Бога»).
У 1196 році знову висадився на Піренейському півострові, атакувавши кастильські володіння. Він захопив фортеці Трухільйо, Монтанчес і Санта-Крус, спустошивши околиці Саламанки і Толедо. У 1197 році війська Альмохадів здійснили спробу захоплення міст Гвадалахара, Алкала де Енарес, Мадрид.
У 1198 році уклав мирний договір з королівством Наварра. Слідом за цим повернувся до Марракеша, де оголосив своїм спадкоємцем сина Абу Абдаллаха Мухаммеда ібн Абі-Юсуфа. Фактично відійшов від справ, займаючись філософією. Помер у 1199 році в Марракеші. Після цього відвезено до Леванту, де поховано на вершині пагорба в західній частині долини Бекаа (сьогодні Ліван, тепер село носить його ім'я). Владу успадкував Абу Абдаллах, відомий як Мухаммед ан-Насір.

## Будівельна діяльність
Продовжував творчу діяльність свого батька. В часи володарювання Абу Юсуф Якуба було завершено зведення мечеті Кутубія в Марракеші, мінарет Хасана в Рабаті, мінарет Хіральда в Севільї. Окрім того зведено мечеть ель-Мансурія в Марракеші, касба Удайї в Рабаті, величні брами Баб-Агнав та Баб-Ксіба.
Був покровителем науковців, філософів, зокрема ібн Рушда (відомого як Аверроес). Також призначив візиром відомого лікаря ібн Туфайля.
Наслідував батькові у підтримці ісламської правової школи Загірі, завдяки халіфу вона стала панівною в усій державі Альмохадів. Наказав головному судді ібн Мадья спалити усі книги, що не належали до школи Загірі. Абу Юсуф Якуб був автором праці-коментаря до висловлювань й дій пророка Мухаммеда.

## Зовнішність і характер
За описом сучасників був високого зросту, темношкірий, з красивим обличчям, очі великі, голос дзвінкий. Був доволі хоробрим, звитяжним, ревним мусульманином, не вживав алкоголь, намагався в житті слідувати Корану.